# Yunnanites albomargina
Yunnanites albomargina is een rechtvleugelig insect uit de familie Pyrgomorphidae. De wetenschappelijke naam van deze soort is voor het eerst geldig gepubliceerd in 1999 door Mao & Zheng.